# Ivan Kružliak
Ivan Kružliak (Bratislava, 24 marzo 1984) è un arbitro di calcio slovacco.

## Carriera
Nel giugno 2017 è chiamato a dirigere agli Europei under 21 del 2017.
Il 23 aprile 2024 la UEFA lo ha convocato per il campionato d'Europa 2024 in Germania, insieme agli assistenti Branislav Hancko e Jan Pozor.